# Sant'Ignazio di Loyola a Campo Marzio (diaconia)
Sant'Ignazio di Loyola a Campo Marzio (in latino: Diaconia Sancti Ignatii de Loyola in Campo Martio) è una diaconia istituita da papa Giovanni Paolo II nel 1991.

## Titolari
- Paolo Dezza, S.I. (28 giugno 1991 - 17 dicembre 1999 deceduto)
- Roberto Tucci, S.I. (21 febbraio 2001 - 21 febbraio 2011); titolo pro illa vice (21 febbraio 2011 - 14 aprile 2015 deceduto)
  - Vacante (2015 - 2018)
- Luis Francisco Ladaria Ferrer, S.I., dal 28 giugno 2018